# Gérald Caussé
Gérald Jean Caussé (* 20. Mai 1963 in Bordeaux) ist ein französischer Geistlicher und seit dem 9. Oktober 2015 der Präsidierende Bischof der Kirche Jesu Christi der Heiligen der Letzten Tage. Er ist der 15. Inhaber dieses Amtes. Er ist seit 2008 eine Generalautorität der Kirche und der erste Franzose in dieser Position.
Caussé wurde in Bordeaux geboren und als Mormone aufgezogen. Seine Eltern traten der Kirche bei, als er sechs Monate alt war. Caussé wurde im Alter von 16 Jahren Präsident der Sonntagsschule in seinem Zweig.
Caussé diente für ein Jahr bei den französischen Luftstreitkräften. Er hat einen Master in Betriebswirtschaft von der École supérieure des sciences économiques et commerciales.
Vor seiner Berufung als Generalautorität war er Betriebsleiter und Mitglied im Aufsichtsrat der Groupe Pomona, einem französischen Großhandel für Lebensmittel.
Caussé war von 2001 bis 2007 Präsident der Gemeinden von Paris der HLT-Kirche. Im April 2007 wurde er Gebietssiebziger für das Gebiet Westeuropa. Am 5. April 2008 wurde er in das Erste Siebzigerkollegium aufgenommen. Dort diente er die meiste Zeit in der Präsidentschaft des Gebietes Europa.
Am 31. März 2012 wurde er als Erster Ratgeber für Gary E. Stevenson berufen, der zu dieser Zeit der Präsidierende Bischof war. Als Stevenson im Oktober 2015 in das Kollegium der Zwölf Apostel berufen wurde, wurde Caussé dessen Nachfolger als Präsidierender Bischof. Unter der Ersten Präsidentschaft ist die Präsidierende Bischofschaft für die täglichen Aufgaben in der Kirche verantwortlich.
Caussé heiratete am 5. August 1986 im Bern-Tempel seine Frau Valérie. Sie haben fünf Kinder.